# Belházy Emil
Bölcsházai Belházy Emil (Besztercebánya, 1840. december 24. – Budapest, 1898. április 25.) erdőmérnök.

## Életpályája
Szülei: Belházy János és Benkó Zsuzsanna voltak. 1858–1860 között az Erdészeti és Bányászati Akadémián tanult. Az Erdészeti Akadémia elvégzése után gyakornok (1861–1862) volt. 1862-ben Bécsben tett államvizsgát. 1862–1868 között erdőpénztárnok Vukováron és a szomszédos Illokon, valamint a diósgyőri ún. koronauradalom főerdésze volt. 1868–1879 között Diósgyőrön erdőrendező volt. 1879–1880 között Máramarossziget erdőrendezője volt. 1880–1881 között a Földművelésügyi Minisztériumban kapott munkát, mint erdőfelügyelő. 1881–1884 között főerdőfelügyelő, 1884–1898 között főerdőtanácsos és az erdőrendezési ügyosztály vezetője volt.
Főleg erdőrendezéssel, erdészeti méréssel foglalkozott.
Sírja a Farkasréti temetőben található (709-23. fülke).

## Művei
- Adatok a térosztás elméletéhez, s annak gyakorlati kivitele az erdészetben (Erdészeti Lapok, 1865)
- Egy új szerkezetű távmérő (Budapest, 1875)
- Az államerdőkben alkalmazandó erdőrendezési eljárás alapelveiről. 1–3. (Erdészeti Lapok, 1876)
- Egy új szerkezetű fatörzsmérő műszer. 1–2. (Erdészeti Lapok, 1879)
- Törzsköbözési képleteink pontosságáról elméleti szempontból. 1–2. (Erdészeti Lapok, 1880)
- A rendszeres gazdasági üzemtervek mikénti készítésének kérdéséhez (Erdészeti Lapok, 1882)
- Egyszerűsített számítási módok az átmérő, a kerület és a körlap kiszámítására (Erdészeti Lapok, 1884)
- A legeltetésre szolgáló erdőkről (Erdészeti Lapok, 1888)
- A fokozatos felújító vágás és az erdőtörvény (Erdészeti Lapok, 1890)
- Máramaros megye vadállománya és a hiúz (Vadász és Versenylap, 1892)
- Az erdőrendezéstan kézikönyve (I. Budapest, 1895)